# Jacques Prou II
Jacques Prou est un sculpteur français, né à Paris en 1655, et mort à Paris en 6 mars 1706.

## Biographie
Jacques Prou est le fils de Jacques Prou I, menuisier ordinaire du roi logé aux Gobelins, et de Marie Enguerrand.
Il a été formé à l'académie royale de peinture et de sculpture dirigée par Charles Le Brun.
Jacques Prou a gagné le premier prix de Rome en sculpture en 1674 sur une sculpture représentant la Création d'Adam et Ève. Il a passé quatre ans, entre 1676 et 1679, à l'Académie de France à Rome.
Il revient à Paris et intègre l'équipe des Bâtiments du Roi de 1681. Il travaille dans l'atelier de Jean-Baptiste Tuby pour réaliser des sculptures pour le château de Versailles.
Il est reçu à l'Académie royale de peinture et de sculpture le 27 juin 1682 en présentant comme morceau de réception un bas-relief sur le sujet La Peinture et la Sculpture se concertant sur un portrait de Louis XIV, aujourd'hui exposé au Musée du Louvre. Il est adjoint à professeur le 13 août 1695, puis professeur à l'académie le 27 mars 1704.
En 1683, au mariage de sa sœur Marie-Henriette, il est présenté comme valet de chambre de Monsieur, frère du roi.
Au château de Versailles, il participe à des projets de fontaines et des sculptures décoratives avec Antoine Coysevox, notamment dans l'Escalier des princes, et le Salon de la Guerre.
Il a sculpté pour le château de Versailles un vase sur le thème de Mars enfant sur un dessin de Jules Hardouin-Mansart.
Son travail pour le château de Marly, exécuté en 1683, 1684 et 1705, a disparu. Le musée du Louvre a acheté en vente publique, le 6 décembre 1674, une sculpture représentant Amphitrite commandée à Jacques Prou en 1704 et réalisée vers 1705-1706, pour occuper le centre d'un des bassins des Carpes, puis la fontaine d'Amphitrite, supprimée en 1716. Elle est installée dans la cascade du château de Bellevue en 1754, puis elle disparaît.
Il a exposé au Salon de 1704 un buste en marbre représentant Philippe de France, duc d'Orléans.
Il s'est marié le 16 février 1681 avec Suzanne Tuby, fille de Jean-Baptiste Tuby.